# La circostanza
La circostanza és una pel·lícula de drama familiar italiana del 1974 dirigida per Ermanno Olmi.

## Sinopsi
Vader, un pròsper empresari veu com pot perdre la seva empresa i la feina. La seva Laura dona troba insatisfactòria la seva vida familiar i el seu fill i la seva filla ja tenen l'edat de ser independents. La seva dona té cura d'una jove víctima del trànsit. El seu fill Beppe troba consol en els seus invents, i amb la seva dona Anna i el seu fill. La filla jove troba confort en el seu sentit del romanç.

## Repartiment
- Ada Savelli - Laura
- Gaetano Porro- Vader
- Raffaella Bianchi - Silvia
- Mario Sireci - Tommaso
- Massimo Tabak - Beppe

## Crítica
| « | «Estructura narrativa fragmentada ... mirada pessimista i molta nostàlgia dels models de vida del passat.» | » |

## Nominacions i premis
Fou exhibida com a part de la secció oficial del Festival Internacional de Cinema de Sant Sebastià 1974, en la que va guanyar una menció especial del jurat. També ha estat nominada a l'Hugo d'Or del Festival Internacional de Cinema de Chicago de 1974. Ada Savelli fou nominada al Nastro d'Argento a la millor actriu revelació pel seu paper.